# Sønderjyllands Amt
Sønderjyllands Amt war eine dänische Amtskommune an der Grenze zu Deutschland. Verwaltungssitz war Aabenraa (deutsch Apenrade). Der Kreis hatte 252.433 Einwohner und bei einer Fläche von 3.938 km² eine Bevölkerungsdichte von 64 Einwohnern je km².
Seit 2007 liegt das Gebiet in der Region Syddanmark.

## Bevölkerungsentwicklung
Zum 1. Januar:
- 1980 – 249.949
- 1985 – 249.665
- 1990 – 250.612
- 1995 – 251.992
- 1999 – 253.771
- 2000 – 253.482
- 2003 – 253.013
- 2005 – 252.980
- 2006 – 252.433

## Geschichte
Sønderjylland Amt entstand 1970 durch die Zusammenlegung der Amtsbezirke Haderslev Amt, Tønder Amt (mit Ausnahme der Kirchspiele Hviding Sogn, Roager Sogn und Spandet Sogn, die der Ribe Kommune und damit Ribe Amt zugeschlagen wurden) und Aabenraa-Sønderborg Amt. Historisch umfasste das Amt den Norden des Herzogtums Schleswig. Dieser Teil wird aus deutscher Perspektive, insbesondere bei der dort lebenden deutschen Minderheit, Nordschleswig genannt.

## Kommunen
Einwohner zum 1. Januar 2006 (in Klammern die abweichende Ortsbezeichnung der deutschsprachigen Bevölkerung):
- Åbenrå Kommune (Apenrade) – 21.994
- Augustenborg Kommune (Augustenburg) – 6.525
- Bov Kommune (Bau) – 9.959
- Bredebro Kommune – 3.644
- Broager Kommune (Broacker) – 6.362
- Christiansfeld Kommune – 9.587
- Gråsten Kommune (Gravenstein) – 7.218
- Gram Kommune (Gramm) – 4.867
- Haderslev Kommune (Hadersleben) – 31.544
- Højer Kommune (Hoyer) – 2.801
- Løgumkloster Kommune (Lügumkloster) – 6.771
- Lundtoft Kommune – 6.150
- Nørre-Rangstrup Kommune (Norderrangstrup) – 9.510
- Nordborg Kommune (Norburg) – 13.893
- Rødding Kommune (Rödding) – 10.995
- Rødekro Kommune (Rothenkrug) – 11.756
- Skærbæk Kommune (Scherrebek) – 7.172
- Sønderborg Kommune (Sonderburg) – 30.783
- Sundeved Kommune (Sundewitt) – 5.286
- Sydals Kommune (Südalsen)- 6.531
- Tinglev Kommune (Tingleff) – 10.115
- Tønder Kommune (Tondern) – 12.285
- Vojens Kommune (Woyen) – 16.685